# Huta (gmina Wąwolnica)
Huta – wieś w Polsce położona w województwie lubelskim, w powiecie puławskim, w gminie Wąwolnica.
W latach 1975–1998 miejscowość należała administracyjnie do województwa lubelskiego.
Wieś stanowi sołectwo gminy Wąwolnica. Według Narodowego Spisu Powszechnego z roku 2011 wieś liczyła 121 mieszkańców.
Wierni Kościoła rzymskokatolickiego należą do parafii św. Wojciecha w Wąwolnicy.

## Historia
Huta w wieku XIX to wieś w powiecie nowoaleksandryjskim, gminie Karczmiska, parafii Wąwolnica. Według noty Słownika geograficznego Królestwa Polskiego „przed kilku dziesiątkami lat powstała na porębach leśnych, do obszernych niegdyś dóbr należących księstwa Czartoryskich, a jeszcze wcześniej do starostwa wąwolnickiego należących”

W czasie „rudowania” lasów tutejszych wyrabiano tu szkło, stąd nazwa wsi. W roku 1882 we wsi było domów 18, mieszkańców 152.